# Mateusz Podhorodeński
Mateusz (Maciej) Podhorodeński (Podhorodyński) herbu Korczak (zm. przed 19 kwietnia 1769 roku) – wojski większy czernihowski w 1769 roku, miecznik nowogrodzkosiewierski w latach 1738–1769.
Sędzia kapturowy powiatu włodzimierskiego w 1764 roku.